# کلارا آلم
کلارا آلم (انگلیسی: Clara Alm؛ زادهٔ ۱۰ سپتامبر ۱۹۹۶) بازیکن فوتبال اهل سوئد است.